# Крлежа, Мирослав
Ми́рослав Крле́жа (хорв. Miroslav Krleža, 7 июля 1893, Загреб, Австро-Венгрия — 29 декабря 1981, там же) — хорватский (югославский) поэт, прозаик и драматург, эссеист. Часто назывался величайшим хорватским писателем XX века.

## Биография

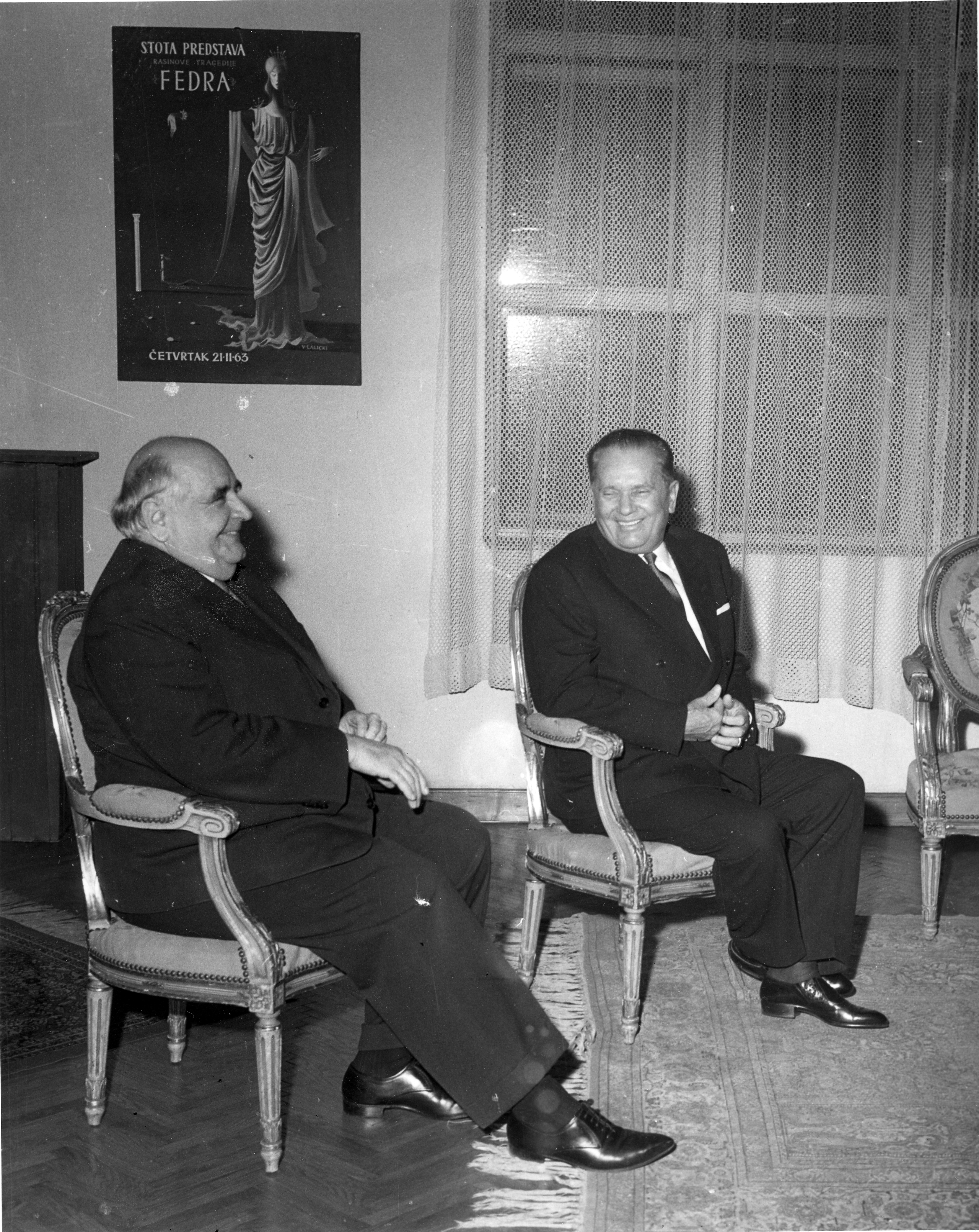
С президентом Броз Тито

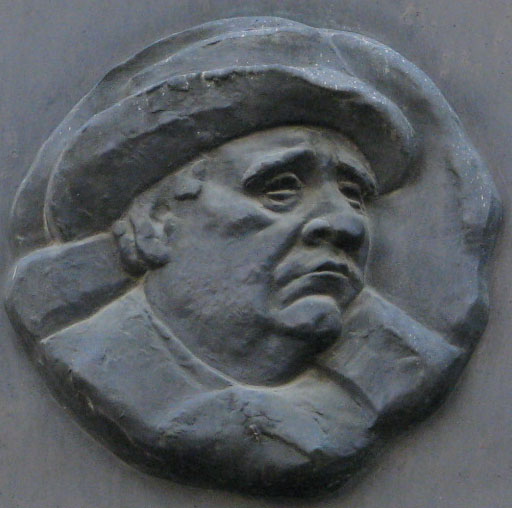
Барельеф Мирослава Крлежи

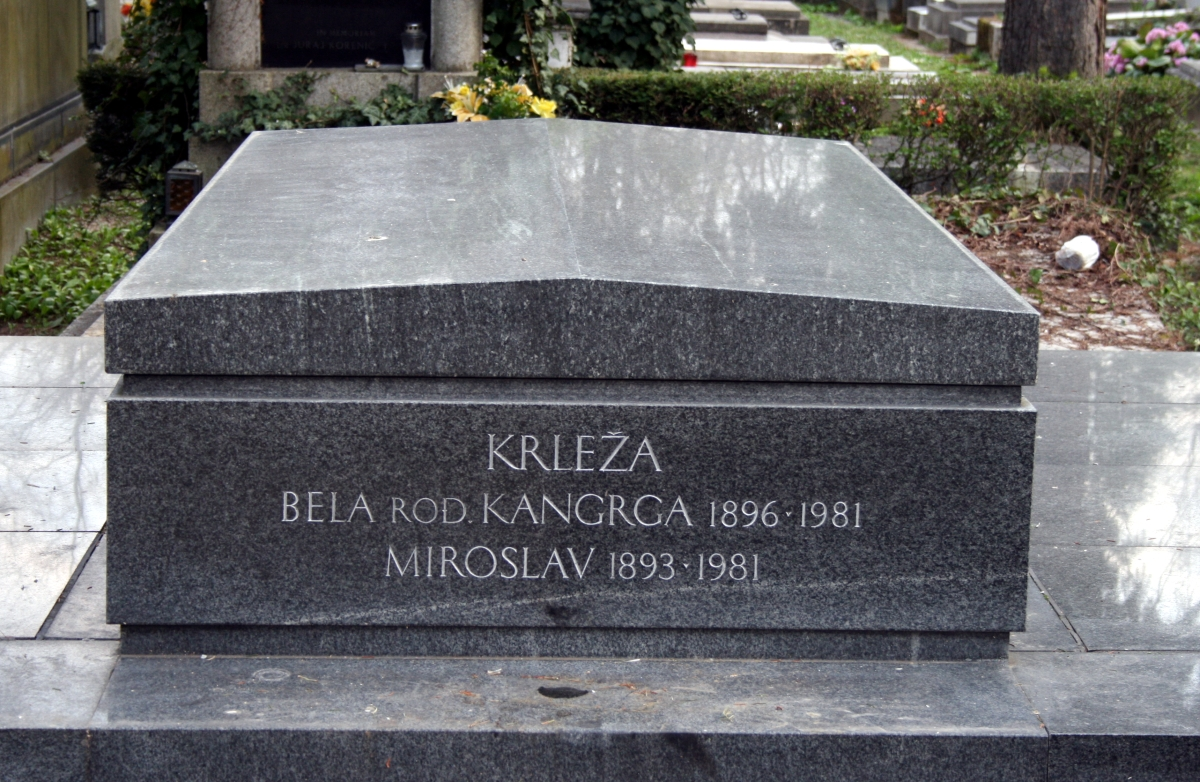
Могила Мирослава Крлежи

Учился в кадетской школе в венгерском Пече, с сентября 1911 года — в австро-венгерской Военной академии Людовицеум в Будапеште, из которой отчислен в 1913 году ввиду его «дезертирства».
В 1912 году, а затем в мае 1913 года, во время Второй Балканской войны, бежал в Сербию, чтобы стать в ряды сербской армии, но был привлечён сербами к суду как шпион, вернулся в Австро-Венгрию.
В 1916 году служил в австро-венгерской армии на Восточном фронте в Галиции.
После войны занимался литературой, журналистикой, издательской деятельностью. Один из крупнейших представителей модернизма в балканских литературах, развивал традиции скандинавской драмы рубежа веков, искания французских символистов, немецкого и австрийского экспрессионизма.
С 1918 года член Коммунистической партии Югославии (запрещена властями с декабря 1920 года). В 1919 году он и Август Цесарец на деньги, полученные от советского правительства Венгрии, издавали журнал «Plamen», пропагандирующий революционные идеи; журнал был запрещён властями Королевства СХС в том же году.
В начале 1925 года в течение 5-и месяцев находился в СССР, по возвращении из которого, в 1926 году, издал путевые очерки «Поездка в Россию» (Izlet u Rusiju).
В конце 1939 года, вследствие его выступлений против идеологического догматизма в искусстве, а также его  несогласия со сталинскими репрессиями в СССР, после разговора с Иосипом Броз Тито, де-факто прервал какие-либо отношения с партийным руководством.
После основания в апреле 1941 года Независимого государства неоднократно арестовывался, но освобождался благодаря вмешательству Анте Павелича; проживал до конца войны в фактической изоляции, отклоняя предложения властей о сотрудничестве, и не публиковался, будучи запрещённым писателем.
Разрыв Югославии с СССР (1948) способствовал возвращению его влияния в югославской культуре и общественно-политической жизни Югославии. В 1959 году на IV съезде СКХ избран в ЦК партии. Хотя Милован Джилас продолжал отстаивать довоенную оценку Крлежи как ревизиониста, Тито поддержал писателя. В 1947 стал вице-президентом Академии наук и искусств, в 1951  возглавил Хорватский институт лексикографии (теперь носящий его имя), в 1958—1961 руководил Союзом писателей Югославии.
В 1960 году Мирославу Крлеже было присвоено звание почётного жителя Загреба.

## Творчество
Первые стихи Мирослава Крлежи стали появляться в печати с 1914 года, которые вошли в ранние сборники «Пан» и «Три симфонии» (1917). 
В годы Второй мировой войны не публиковался. После войны его стихи, романы, повести, новеллы не раз выходили на русском языке. В середине 70-х годов в Москве была поставлена его пьеса "Господа Глембаи" (Театр им. Вахтангова), а в 1979 году состоялась премьера драмы «Агония» в Государственном академическом Малом театре. Однако острые публицистические выступления М. Крлежи в СССР были запрещены. Распространялся запрет и на путевые заметки о пребывании писателя в Москве и на севере России, опубликованные в Загребе в 1926 году под названием «Поездка в Россию».

### Стихи
- Lirika/ Лирика (1918)
- Knjiga Lirike/ Книга лирики (1932)
- Balade Petrice Kerempuha/ Баллады Петрушки Керемпуха (1936)

### Новеллы
- Hrvatski bog Mars/ Хорватский бог Марс (1922)
- Novele/ Новеллы (1937)

### Романы
- Povratak Filipa Latinovicza/ Возвращение Филипа Латиновича (1932)
- Na rubu pameti/ На грани рассудка (1938)
- Banket u Blitvi/ Банкет в Блитве (1939)
- Zastave/ Знамёна (1969)

### Драмы
- Kristofor Kolumbo/ Христофор Колумб (1917)
- Michelangelo Buonarroti/ Микеланджело Буонарроти (1918)
- Golgota/ Голгофа (1922)
- Gospoda Glembajevi/ Господа Глембаи (1928)
- U agoniji/ В агонии (1928)
- Leda/ Леда (1930)

### Публикации на русском языке
- Стихи. М.: Художественная литература, 1967.
- Возвращение Филиппа Латиновича. М.: Художественная литература, 1969.
- Избранное. М.: Художественная литература, 1980.
- Знамёна. Т.1/2. М.: Радуга, 1984.
- Баллады Петрушки Керемпуха. — Предислов. Б. Слуцкого.; Худож. А. Белюкин. — М.: Художественная литература, 1986. — 240 с.
- Поездка в Россию. 1925. М.: Гелеос, 2005. ISBN 5-8189-0438-5
- Избранное. М. Издательство иностранной литературы, 1958.(новеллы: Первая месса Алоиза Тичека. Гроссмейстер подлости. Три домобрана. роман-На грани рассудка. драма: Господа Глембаи.).